# Флоренс Гудинаф
Флоренс Лаура Гудинаф (на английски: Florence Laura Goodenough) е американска психоложка.

## Биография
Родена е на 6 август 1886 г. в Хонсдейл, щата Пенсилвания, САЩ. Завършва магистърска степен в Колумбийския университет (1921) и докторска степен в Станфордския университет (1924). Става професор в Университета на Минесота, където става известна със създаването на Минесотската предучилищна скала и Теста „Нарисувай човек“ на Гудинаф (сега Тест „Нарисувай човек“ на Гудинаф-Харис).
През 1933 г. написва книгата „Ръководство по детска психология“ (на английски: Handbook of Child Psychology) и става президент на Националния съвет на жените психолози през 1942 г. Известна е и с обучението на Рут Хауърд, втората афроамериканска жена, която получава степен по психология.
Умира на 72-годишна възраст в Лейкланд, Флорида на 4 април 1959 година.

## За нея
- D. Harris, Florence L. Goodenough 1886–1959. In: Child Development, Bd. 30 (1959), S. 305–306, ISSN 0009-3920
- Jennifer L. Jolly, Florence L. Goodenough. Portrait of a psychologist. In: Roeper Review. A journal of gifted education, Bd. 32 (2010), S. 98–105, ISSN 0278-3193
- Gwendolyn Stevens and Sheldon Gardner, Florence Laura Goodenough. In: Diess. (Hrsg.): The women of psychology, Bd. 1: Pioneers and Innovators. Schenkman Publ., Cambridge, Mass. 1982, p. 193–197, ISBN 0-87073-443-1
- D. N. Thompson, Florence Laura Goodenough. In: Agnes N. O'Connell und Nancy F. Russo (Hrsg.): Women of Psychology. A bio-bibliographic sourcebook. Greenwood, Westport, Conn. 1990, p. 124–133, ISBN 0-313-26091-5